# Tedania tenuicapitata
Tedania tenuicapitata är en svampdjursart som beskrevs av Ridley 1881. Tedania tenuicapitata ingår i släktet Tedania och familjen Tedaniidae. Inga underarter finns listade i Catalogue of Life.